# Josef Horner
Josef Horner (* 21. Juli 1838 in Griffen; † 29. Mai 1915 in Klagenfurt) war ein österreichischer Beamter und Politiker.

## Leben
Horner war der Sohn des Schuhmachermeisters und Mautpächters Josef Horner (* 28. Februar 1806; † vor 1871) und dessen Ehefrau Katharina geb. Roßnegger (* 1810; † 26. November 1876).
Horner besuchte die Volksschule und leistete Militärdienst. Er war Feuerwerker eines k.k. Küstenartillerie-Regiments und eines Festungsartillerie-Bataillons. Nach einem Unfall und Invalidität wurde er Gemeindeschreiber in Griffen und Stadtkassier in Völkermarkt.
Er war römisch-katholisch und heiratete am 25. September 1871 Anna Hanschitz (* 15. Mai 1853; † 4. Mai 1880). Aus der Ehe gingen ein Sohn und zwei Töchter hervor. Nach dem Tod der ersten Ehefrau heiratete er am 23. Mai 1881 in zweiter Ehe Agnes Hafner (* 30. Dezember 1844; † 13. Oktober 1912). Aus der zweiten Ehe ging ein Sohn hervor.

## Politik
Von 1880 bis 1889 war er Bürgermeister des Marktes Griffen.
Vom 24. September 1878 bis zum 29. Mai 1884 war er Abgeordneter im Kärntner Landtag für den Wahlkreis LGM 2 Völkermarkt. Im Landtag war er Mitglied des Ausschusses für Bauten und Kommunikation.